# Китто, Хамфри Дейви Финдли
Хамфри Дейви Финдли Китто (англ. Humphrey Davey Findley Kitto; 6 февраля 1897 г., г. Страуд, Великобритания — 21 января 1982 г., Бристоль) — британский эллинист, специалист по классической древнегреческой литературе. Эмерит-профессор. Основной его труд — книга «The Greeks» (1951), заслужившая всеобщее признание.
Учился в кембриджском Сент-Джонс-колледже. Докторскую диссертацию написал в 1920 году в Бристольском ун-те.
В 1920—1944 годах лектор греческого в Университете Глазго. Затем профессор греческого в Бристольском университете, с 1962 года эмерит.
Будучи в отставке преподавал в Year-колледже в Афинах.
Под его началом получил докторскую степень Ph.D Leo Aylen.
В 1960—1961 годах Сейдер-профессор в Калифорнийском университете в Беркли.
В 1962 году — профессор Брандейского университета, в 1964 году — Калифорнийского университета.
Переводчик Софокла.
«The Greeks», посвящённая истории Классической Греции, переиздавалась более 30 раз и переведена на несколько языков.
Женат с 1928 года, сын и дочь.